# Preis für Westfälische Landeskunde
Der Preis für Westfälische Landeskunde (Titel bis 2004: LWL-Arbeitsstipendium, bis 2016 Förderpreis für Westfälische Landeskunde) wurde an Personen verliehen, die nicht hauptamtlich in der Forschung tätig, jedoch einen wichtigen wissenschaftlichen Beitrag zur westfälischen Landeskunde geleistet haben. Der Preis war mit 3.100 Euro (bis 2001: 6.000 DM) dotiert und wurde seit 1983 jährlich vom Landschaftsverband Westfalen-Lippe (LWL) vergeben. Über die Preisverleihung entschied der Kulturausschuss des LWL auf Vorschlag des Rates für Westfälische Landeskunde, die Kandidaten wurden abwechselnd von den sechs vom LWL getragenen Kommissionen für Landeskunde sowie dem Institut für westfälische Regionalgeschichte nominiert. 2022 wurde der Preis für Westfälische Landeskunde mit dem ebenfalls vom LWL vergebenen Karl-Zuhorn-Preis vereint, der seit 2023 jährlich vergeben wird (weitere Preisträger siehe dort).

## Preisträger
- 1983: Manfred Sönnecken (AK)
- 1984: Gertrud Angermann (VoKo) und Erich Kramm (GeKo)
- 1985: Willy Gerking (AK)
- 1986: Diethard Aschoff (HiKo)
- 1987: Elisabeth Piirainen (KoMuNa)
- 1988: Ernst Theodor Seraphim (GeKo)
- 1989: Wingolf Lehnemann (VoKo)
- 1990: Hermann Terhalle (HiKo)
- 1991: Elke Baier (AK)
- 1992: (nicht vergeben)
- 1993: Wolfgang Fedders (KoMuNa)
- 1994: Norbert Allnoch (GeKo)
- 1995: Bernd-Wilhelm Linnemeier (VoKo)
- 1996: Christian Hoffmann (HiKo)
- 1997: Werner Beckmann (KoMuNa)
- 1998: Heinrich Stiewe (VoKo)
- 1999: Iris Nölle-Hornkamp (LiKo)[1]
- 2000: Markus Köster (WIR) und Marcus Weidner (HiKo)[2]
- 2001: Theo Bönemann (GeKo)[3]
- 2002: Reinhard Köhne (AK)[4]
- 2003: Timothy Sodmann (KoMuNa)[5]
- 2004: Christine Aka (VoKo)[6]
- 2005: Gudrun Mitschke-Buchholz und Roland Linde (HiKo)[7]
- 2006: Iris Hermann (LiKo)[8]
- 2007: Dietmar Simon (WIR)[9]
- 2008: Günther Becker (GeKo)[10]
- 2009: Hans Ludwig Knau (AK)[11]
- 2010: Peter Bürger (KoMuNa)[12]
- 2011: Lutz Volmer (VoKo)[13]
- 2012: Heinrich Rüthing (HiKo)[14]
- 2013: Steffen Stadthaus (LiKo)[15]
- 2014: Sabine Heise (WIR)[16][17]
- 2015: Peter Wittkampf (GeKo)[18]
- 2016: Ulrich Lehmann (AK)[19]
- 2017: Karina Lammert (KoMuNa)[20]
- 2018: Günter Achterkamp und Magda Achterkamp (VoKo)[21]
- 2019: Christof Spannhoff (HiKo)[22]
- 2020: Arnold Maxwill (LiKo)[23]
- 2021: Susanne Abeck und Uta C. Schmidt (WIR)[24]
- 2022: Christian Hübschen (GeKo)[25]
- Preisträger ab 2023 siehe Karl-Zuhorn-Preis.

Legende
- AK, nominiert von der Altertumskommission für Westfalen
- GeKo, nominiert von der Geographischen Kommission für Westfalen
- HiKo, nominiert von der Historischen Kommission für Westfalen
- KoMuNa, nominiert von der Kommission für Mundart- und Namenforschung Westfalens
- LiKo, nominiert von der Literaturkommission für Westfalen
- VoKo, nominiert von der Volkskundlichen Kommission für Westfalen
- WIR, nominiert vom LWL-Institut für westfälische Regionalgeschichte